# Iiton Palsasuot
Iiton Palsasuot este o arie protejată (arie specială de conservare — SAC, sit de importanță comunitară — SCI) din Finlanda întinsă pe o suprafață de 66 ha, integral pe uscat.

## Localizare
Centrul sitului Iiton Palsasuot este situat la coordonatele 68°43′09″N 21°25′21″E / 68.7192°N 21.4225°E.

## Înființare
Situl Iiton Palsasuot a fost declarat sit de importanță comunitară în august 1998 pentru a proteja 1 specie de plante. Situl a fost protejat și ca arie specială de conservare în aprilie 2015.

## Biodiversitate
Situată în ecoregiunea alpină, aria protejată conține 5 habitate naturale: Râuri de munte și vegetația erbacee de pe malurile acestora, Mlaștini turboase de tranziție și turbării mișcătoare, Turbării Palsa, Păduri nordice subalpine/subarctice cu Betula pubescens ssp. czerepanovii, Mlaștini împădurite.
La baza desemnării sitului se află o specie protejată de  plante: Ranunculus lapponicus.
Pe lângă speciile protejate, pe teritoriul sitului au mai fost identificate 1 specie de păsări.